# Liste der Monuments historiques in Canihuel
Die Liste der Monuments historiques in Canihuel führt die Monuments historiques in der französischen Gemeinde Canihuel auf.

## Liste der Bauwerke
| Bezeichnung                              | Beschreibung | Standort | Kennzeichnung | Schutzstatus | Datum | Bild           |
| ---------------------------------------- | ------------ | -------- | ------------- | ------------ | ----- | -------------- |
| Menhire von Goresto                      |              | (Lage)   | PA00089053    | Inscrit      | 1969  | weitere Bilder |
| Menhir von Bodquelen                     |              | (Lage)   | PA00089052    | Inscrit      | 1969  | weitere Bilder |
| Manoir de la Ville Blanche               | Herrenhaus   | (Lage)   | PA00089051    | Inscrit      | 1987  |                |
| Kirche Notre-Dame                        |              | (Lage)   | PA00089050    | Classé       | 1990  | weitere Bilder |
| Ruinen der ehemaligen Kapelle La Trinité |              | (Lage)   | PA00089049    | Inscrit      | 1972  | weitere Bilder |

## Liste der Objekte

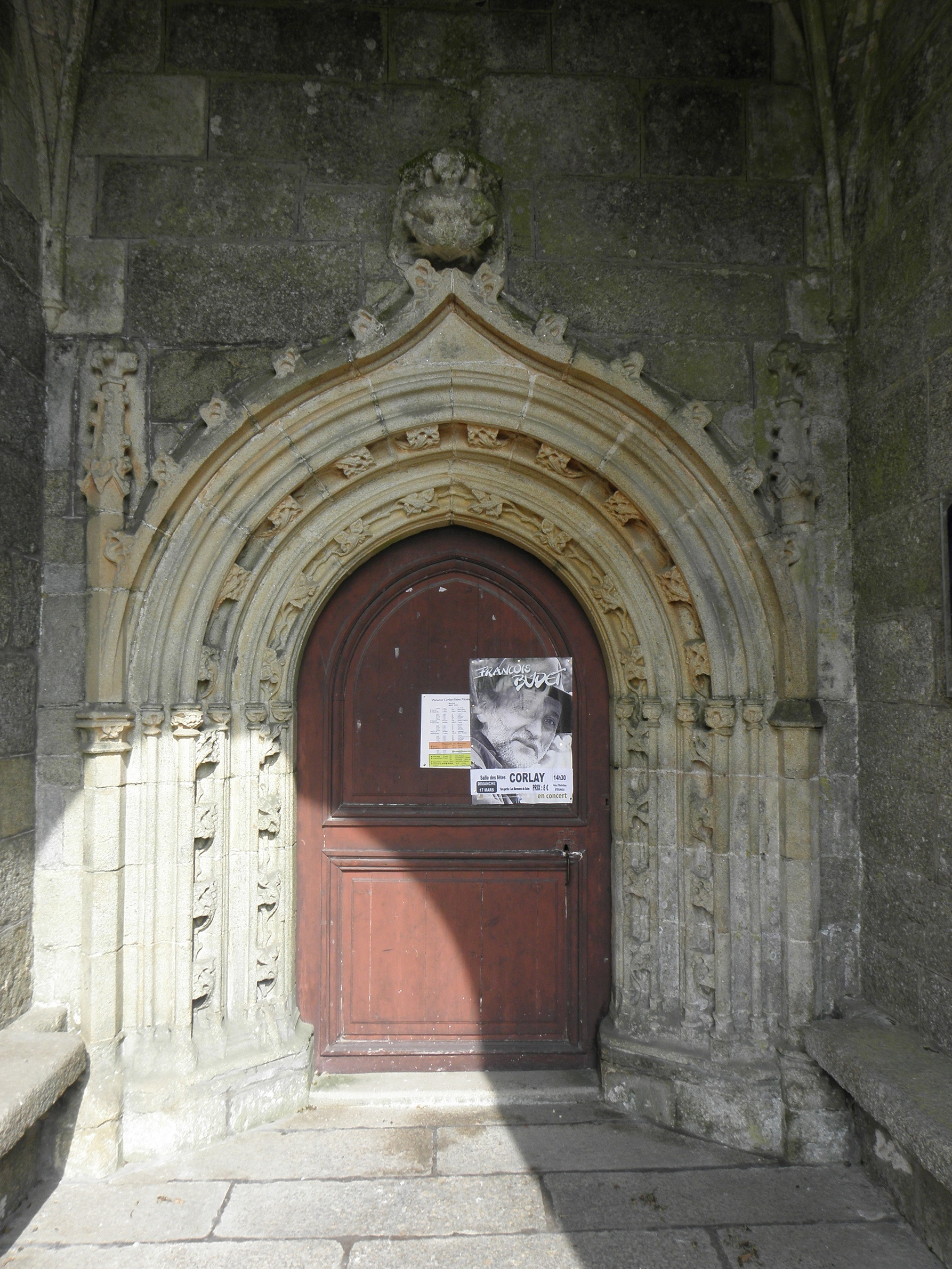
Portal der Kirche Notre-Dame

- Monuments historiques (Objekte) in Canihuel in der Base Palissy des französischen Kultusministeriums